# Croton scarciesii
Espèce
Croton scarciesii est une espèce de plantes à fleurs du genre Croton et de la famille des Euphorbiaceae, présente à l'ouest de l'Afrique tropicale.